# Sonate K. 95
Pour les articles homonymes, voir K95.
La sonate K. 95 (L.358) en ut majeur est une œuvre pour clavier du compositeur italien Domenico Scarlatti.

## Présentation
La petite sonate en ut majeur K. 95 est notée Vivace (mais certains interprètes imaginent un tempo bien plus lent, tels Alice Ader ou Fou Ts'ong). Il s'agit d'une étude pour les déplacements de la main droite, qui balance entre la mélodie ornée dans l'aigu et des basses, pendant que la main gauche répète une inlassable formule de trois croches au centre du clavier. Les influences possibles sont celle de la gigue de la première Partita de Bach (1726).
Une copie de la BnF, intitulée « L’air de Scarlaty » est abondamment ornementée par Claude Balbastre dans un manuscrit (Recueil d’airs choisis de plusieurs opéras accommodés pour le clavecin par M. Balbastre) et semble « être un témoignage de la façon dont les Français jouaient ces sonates ».
Pestelli exclut la sonate de sa liste, Sheveloff la considère comme une œuvre « peu probable » de Scarlatti et Malcolm Boyd la classe dans les œuvres douteuses.

## Édition et manuscrit
La sonate K. 95 a été publiée par Boivin, à Paris (entre 1742 et 1746), avec dix-sept autres sonates. Seules les sonates K. 95, 96 et 97 y sont considérées comme des sources principales. Une copie manuscrite est dans Vienne G 39.

## Interprètes
Les interprètes de la sonate K. 95 au piano sont notamment Fou Ts'ong (1984, Collin/Meridian), Colleen Lee (2007, Naxos, vol. 10), Alice Ader (Fuga Libera, 2010) et Federico Colli (2019, Chandos, vol. 2) ; au clavecin, Scott Ross (Erato, 1985), Trevor Pinnock (CRD), Richard Lester (2004, Nimbus, vol. 7) et Catherine Zimmer (2010, L'Encelade ECL 1001).

## Sources
: document utilisé comme source pour la rédaction de cet article.
- Ralph Kirkpatrick (trad. de l'anglais par Dennis Collins), Domenico Scarlatti, Paris, Lattès, coll. « Musique et Musiciens », 1982 (1re éd. 1953 (en)), 493 p. (OCLC 954954205, BNF 34689181).
- (en) Joel Sheveloff (thèse de doctorat), The keyboard music of Domenico Scarlatti : a re-evaluation of the present state of knowledge in the light of the sources, Ann Arbor, Brandeis University, 1970, xiv-688 (OCLC 832477)
- Alain de Chambure, « Domenico Scarlatti : Intégrale des sonates — Scott Ross », p. 183, Erato (2564-62092-2), 1985 (OCLC 891183737) .
- (en) Malcolm Boyd, Domenico Scarlatti : master of music, New York, Macmillan, 1987, xi-302 (OCLC 470280952, BNF 42875007, lire en ligne)